# Антиква
Анти́ква (від лат. antiquus — стародавній) — вид латинського друкарського шрифту з вертикально оформленим накресленням. Антиква містить малі та великі знаки, що відповідають двом віхам донабірної еволюції латинського шрифту: від римського капітального (початок нашої ери) до каролінзького мінускула VIII століття. Рукописна форма сформувалася на початок XV століття. У другій половині XV століття антиква ввійшла в набір та друк: перший відомий випадок датований 1476 роком.

### Нова́ анти́ква
Третя модифікація антикви. Виникає у зв'язку із поширенням і популярністю гравюри на міді в другій половині XVIII століття.
Цей шрифт повністю намальований, і зв'язок з рукописною технікою пера зовсім не відчувається. Натиски округлих форм не мають нахилу. Сполучні риски дуже тонкі і складають сильний контраст з основними штрихами. Зарубки у вигляді тонких ліній не мають округлень.
Серед найкращих творців друкарських шрифтів типу нової антикви слід насамперед відзначити італійця Джамбаттісту Бодоні (1740—1813), що його називали королем друкарів і друкарем королів, а також Фірмена Дідо (1764—1836) — Франція і Юстуса Вальбаума (1768—1839) — Німеччина. У XIX столітті для рекламних цілей створено грубі (жирні) шрифти цього типу з особливо сильним контрастом.